# 藍道·卡利森
藍多‧卡瑞辛（Lando Calrissian）是电影《星球大战》中的人物，是韓·索羅（Han Solo）的朋友。藍多在正傳三部曲與九部曲電影均由比利·迪·威廉斯飾演，比利也因此創下美國電影史上相隔最久時間重新飾演同一角色的紀錄。唐納·葛洛佛 在《星際大戰外傳：韓索羅》飾演年輕版本的藍多，該片講述了他與韓相識的過程。藍多也多次在星戰擴展宇宙（後被迪士尼歸類至「傳奇」）的各類小說、漫畫、遊戲中擔綱要角，其中並有一整套小說直接由他擔任主角。

## 生平

### 正史
藍多‧卡瑞辛於《星際大戰五部曲：帝國大反擊》首次出場，《星際大戰六部曲：絕地大反攻》再登場，於《帝國大反擊》時期擔任雲上城市貝斯平（Bespin）的行政官。藍多‧卡瑞辛也是個職業賭徒，常因過去將千年鷹號輸給韓而不太開心。
在《反抗軍起義》中，藍道以職業賭徒的身分出場，試著利用幽靈小隊為自己謀取利益，但最後不了了之。
《帝國大反擊》電影中，他把韓及莉亞公主一行人出賣給黑武士達斯·維達，韓因此被碳凍，並被交給賞金獵人波巴·費特。而後因帝國的多次食言，他改變主意，改加入反抗軍同盟，並在恩多戰役中指揮攻擊第二死星的行動。
後在九部曲《星球大戰：天行者崛起》之時重出江湖，為抵抗勢力召集全銀河的正義之士和新共和國艦隊殘部重組反抗軍同盟，帶領艦隊前往艾克西格星一舉殲滅西斯艦隊。戰勝後頒勳章給阿丘，亦決定幫助所有在兒時被第一軍團綁架後來叛變的前風暴兵們與家族團聚。

### 傳奇（舊正史）
在舊正史中，他於六部曲後辭去軍職，追求瑪拉·翠玉不成，後娶了坦德菈·莉珊特，並經營海底採礦事業和賭場。
1. ↑  July 27, Anthony Breznican; EDT, 2018 at 04:45 PM. . EW.com.   [2022-12-29]. （原始内容存档于2018-07-28） （英语）.
2. ↑  . theportalist.com. 2018-07-10  [2022-12-29]. （原始内容存档于2018-10-22） （英语）.
3. ↑  . StarWars.com.   [2022-12-29]. （原始内容存档于2017-02-07） （英语）.
4. ↑  . StarWars.com.   [2022-12-29]. （原始内容存档于2016-09-10） （英语）.